# Semaeopus marginata
Semaeopus marginata är en fjärilsart som beskrevs av William Schaus 1901. Semaeopus marginata ingår i släktet Semaeopus och familjen mätare. Inga underarter finns listade i Catalogue of Life.